# Psylliodes masai
Psylliodes masai es una especie de insecto coleóptero de la familia Chrysomelidae.
Fue descrita científicamente en 1996 por Biondi.